# Richard Taylor (filosof)
Richard Taylor, född den 5 november 1919 i Charlotte, Michigan, död den 30 oktober 2003, var en amerikansk filosof känd för sin torra kvickhet och sina bidrag inom metafysik. Han var också känd internationellt som biodlare.
Taylor tog sin examen vid Brown University, där hans handledare var Roderick Chisholm. Han undervisade sedan vid Brown, Columbia University och University of Rochester, och verkade också tillfälligt vid ett dussintal andra institutioner. Hans mest kända bok är Metaphysics ("Metafysik") 1963, andra kända verk är bland annat Action and Purpose ("Handling och syfte") 1966, Good and Evil ("Gott och ont") 1970, och Virtue Ethics ("Dygdetik"), 1991. Han var också en engagerad förespråkare för dygdetik, och skrev förutom detta inflytelserika texter om meningen med livet, som han i likhet med Albert Camus utforskade genom att undersöka myten om Sisyfos.
Richard Taylor gjorde även betydande insatser inom biodlingskonsten. Han ägde själv trehundra kupor med bin och producerade från 1970 och framåt mestadels honung som såldes i vaxkakorna. Han förklarade sin biodlingsteknik i flera böcker, bland annat The Comb Honey Book (ungefär "Boken om vaxkakehonung") och The Joy of Beekeeping ("Glädjen i biodling").